# Tifón Nabi
El tifón Nabi, conocido en Filipinas como Tifón Jolina (designación internacional: 0514, designación JTWC: 14W), fue un poderoso ciclón tropical que azotó el suroeste de Japón en septiembre de 2005. La decimocuarta tormenta nombrada, el séptimo tifón, el tercer y último super tifón de la temporada de tifones en el Pacífico de 2005, se formó el 29 de agosto al este de las Islas Marianas del Norte. Se movió hacia el oeste y pasó a unos 55 km (35 millas) al norte de Saipán el 31 de agosto como un tifón que se intensificaba. Al día siguiente, el Centro Conjunto de Advertencia de Tifones actualizó la tormenta al estado de súper tifón, con vientos equivalentes a los de un huracán de categoría 5 en la escala de huracanes de Saffir-Simpson. La Agencia Meteorológica de Japón estimó vientos máximos de diez minutos de 175 km/h (110 mph) el 2 de septiembre. Nabi se debilitó mientras giraba hacia el norte, golpeando la isla japonesa de Kyushu el 6 de septiembre. Después de rozar Corea del Sur, la tormenta se convirtió en el noreste, pasando sobre Hokkaido antes de volverse extratropical el 8 de septiembre, antes de disiparse el 12 de septiembre.
El tifón afectó primero a las Islas Marianas del Norte, donde dejó US$ 2,5 millones en daños, al tiempo que dañó o destruyó 114 viviendas. El daño fue suficiente para justificar una declaración de desastre del gobierno de Estados Unidos. Al pasar cerca de Okinawa, Nabi produjo ráfagas de viento y causó daños menores. Posteriormente, la franja occidental de la tormenta provocó varios accidentes de tráfico en Busan, Corea del Sur, y en todo el país, Nabi mató a seis personas y causó daños por 115,4 millones de dólares. Aproximadamente 250.000 personas fueron evacuadas a lo largo de la isla japonesa de Kyushu antes de la tormenta y hubo interrupciones en los servicios de trenes, transbordadores y aerolíneas. En Kyushu, la tormenta dejó 4.080 millones de yenes (36,9 millones de dólares estadounidenses) en daños a los cultivos después de dejar caer 1.322 mm (52,0 pulgadas) de lluvia durante tres días.
Durante el paso de la tormenta, hubo 61 récords de lluvia diaria que rompió la precipitación de Nabi. Las lluvias provocaron inundaciones y deslizamientos de tierra, lo que obligó a las personas a evacuar sus hogares y al cierre de negocios. En todo Japón, Nabi mató a 29 personas y causó daños por 94.900 millones de yenes (854 millones de dólares). Los soldados, los gobiernos locales y las compañías de seguros ayudaron a los residentes a recuperarse de los daños causados por la tormenta. Después de afectar a Japón, el tifón afectó a las islas Kuriles de Rusia, donde dejó caer el equivalente a la precipitación mensual, al tiempo que provocó daños en las carreteras debido a las fuertes olas. En total, Nabi mató a 35 personas.

## Historia meteorológica
El 28 de agosto de 2005, persistió una gran área de convección a unos 1.035 km (645 millas) al este de Guam. Ubicado dentro de un área de cizalladura moderada del viento, el sistema se organizó rápidamente mientras se movía hacia el oeste, su trayectoria influenciada por una cresta hacia el norte. A las 00:00 UTC del 29 de agosto, se formó una depresión tropical a partir del sistema, clasificado por el Centro Conjunto de Advertencia de Tifones (JTWC) como depresión tropical Catorce-W. En los pronósticos iniciales, la agencia anticipó un fortalecimiento constante, debido a las cálidas temperaturas de la superficie del mar en el área. A las 12:00 UTC del 29 de agosto, la Agencia Meteorológica de Japón (JMA) lo convirtió en una tormenta tropical. Como tal, la Agencia Meteorológica de Japón (JMA) llamó a la tormenta Nabi. Aproximadamente 12 horas después, la Agencia Meteorológica de Japón (JMA) actualizó Nabi aún más a una tormenta tropical severa, después de que la convección se organizara en bandas de lluvia en espiral. A las 18:00 UTC, Nabi se intensificó a estado de tifón, alcanzando vientos sostenidos de diez minutos de 120 km/h (75 mph).
El 31 de agosto, Nabi pasó a unos 55 km (35 millas) al noreste de Saipán en las Islas Marianas del Norte durante su aproximación más cercana. El tifón continuó intensificándose rápidamente a medida que avanzaba hacia el oeste-noroeste. El 1 de septiembre, el Centro Conjunto de Advertencia de Tifones (JTWC) actualizó la tormenta a un súper tifón y luego estimó vientos máximos de un minuto de 260 km/h (160 mph); esto es el equivalente a una categoría 5 en la escala de huracanes de Saffir-Simpson. Por el contrario, la Agencia Meteorológica de Japón (JMA) estimó vientos máximos de diez minutos de 175 km/h (110 mph) el 2 de septiembre, con una presión barométrica de 925 mbar (27,3 inHg). Mientras estaba en su máxima intensidad, el tifón desarrolló un gran ojo de 95 km (60 millas) de ancho. Durante aproximadamente 36 horas, Nabi mantuvo sus vientos máximos, durante las cuales cruzó al área de responsabilidad de PAGASA; la agencia con sede en Filipinas le dio el nombre local Jolina, aunque la tormenta se mantuvo alejada del país.
El 3 de septiembre, Nabi comenzó a debilitarse a medida que giraba más hacia el norte, como resultado de una vaguada que se acercaba debilitando la cresta. Más tarde ese día, los vientos se estabilizaron a 155 km/h (100 mph), según la Agencia Meteorológica de Japón (JMA). El 5 de septiembre, Nabi pasó cerca de Kitadaitōjima y Yakushima, parte de los grupos de islas Daitō y Ōsumi frente a las costas del sur de Japón. Alrededor de ese tiempo, el Centro Conjunto de Advertencia de Tifones (JTWC) estimó que el tifón se reintensó levemente a un pico secundario de 215 km/h (130 mph). Después de girar hacia el norte, Nabi tocó tierra cerca de Isahaya, Nagasaki alrededor de las 05:00 UTC del 6 de septiembre, después de pasar por Amakusa de Kumamoto. Poco después, la tormenta entró en el Mar de Japón. El tifón giró hacia el noreste hacia el flujo de latitud media, influenciado por una baja sobre la península de Kamchatka. A las 18:00 UTC del 6 de septiembre, el Centro Conjunto de Advertencia de Tifones (JTWC) suspendió las advertencias sobre Nabi, declarándolo extratropical, aunque el Agencia Meteorológica de Japón (JMA) continuó rastreando la tormenta. Al día siguiente, Nabi cruzó el norte de Hokkaido hacia el Mar de Ojotsk. La Agencia Meteorológica de Japón (JMA) declaró la tormenta como extratropical el 8 de septiembre, que continuó hacia el este hasta que la Agencia Meteorológica de Japón (JMA) dejó de monitorear los restos de la tormenta el 10 de septiembre, mientras se encontraba al sur de las Islas Aleutianas. Los restos de Nabi se debilitaron y luego se trasladaron al suroeste de Alaska el 12 de septiembre, disipándose poco después.

## Impacto

### Estados Unidos

#### Islas Marianas
Mientras pasaba entre Saipán y la isla volcánica de Anatahan, Nabi trajo vientos con fuerza de tormenta tropical a varias islas en las Islas Marianas del Norte. El Aeropuerto Internacional de Saipán reportó vientos sostenidos de 95 km/h (59 mph), con ráfagas de 120 km/h (75 mph). También en la isla, Nabi produjo 173 mm (6,82 pulgadas) de lluvia. La tormenta destruyó dos casas y dejó otras 26 inhabitables, mientras que 77 casas sufrieron daños menores, principalmente por inundaciones o daños en el techo. Nabi dañó entre el 70% y el 80% de los cultivos de Saipán y también derribó muchos árboles, dejando 544 toneladas (600 toneladas) de escombros. Toda la isla se quedó sin electricidad, algunos sin agua, después de la tormenta. En Tinian, al sur, Nabi dañó o destruyó nueve casas, con graves daños en las cosechas.

#### Guam
En Rota, hubo pequeñas inundaciones y cortes de energía dispersos. Más al sur, los confines de la tormenta produjeron vientos sostenidos de 69 km/h (43 mph) en el puerto de Apra en Guam, mientras que las ráfagas alcanzaron un máximo de 101 km/h (63 mph) en Mangilao. Las ráfagas alcanzaron los 72 km/h (45 mph) en el aeropuerto internacional de Guam, la más alta durante 2005. La tormenta dejó caer 115 mm (4,53 pulgadas) de lluvia en 24 horas en la isla. Las inundaciones cubrieron carreteras durante varias horas y entraron en las aulas de la escuela secundaria Untalan, lo que obligó a evacuar a cientos de estudiantes. Los daños en la región se estimaron en 2,5 millones de dólares. Después de que Nabi salió de la región, produjo un fuerte oleaje durante varios días en Guam y Saipán.

### Corea del Sur
Más tarde en su duración, Nabi rozó el sureste de Corea del Sur con bandas de lluvia. Ulsan registró un total de precipitaciones de 24 horas de 319 mm (12,6 pulgadas), mientras que Pohang registró un total récord de 24 horas de 540,5 mm (21,28 pulgadas). El total más alto fue de 622,5 mm (24,5 pulgadas) de lluvia. La periferia de la tormenta produjo ráfagas de 121 km/h (75 mph) en la ciudad portuaria de Busan, lo suficientemente fuertes como para dañar ocho vallas publicitarias y derribar árboles. Las fuertes lluvias provocaron varios accidentes de tráfico y heridos en Busan, mientras que las fuertes olas arrastraron un buque de carga a tierra en Pohang. En toda Corea del Sur, la tormenta provocó seis muertes y causó daños por 115,4 millones de dólares.

### Rusia
En las islas Kuriles de Rusia, Nabi dejó caer alrededor de 75 mm (3 pulgadas) de lluvia, equivalente al promedio mensual. Las ráfagas alcanzaron los 83 km/h (51 mph), lo suficientemente débiles como para no causar daños importantes. Durante el paso de la tormenta, las fuertes olas arrasaron los caminos sin pavimentar en Severo-Kurilsk.

## Sucesos
Después de la tormenta, miembros de la Estación Aérea del Cuerpo de Marines de Iwakuni proporcionaron $ 2,500 a la ciudad de Iwakuni para la limpieza y el alivio de desastres. Los soldados también ayudaron a los residentes y agricultores cercanos a completar la cosecha de arroz, después de que las inundaciones del tifón dañaron las máquinas recolectoras. El gobierno local de Iwakunda distribuyó productos químicos desinfectantes a las casas inundadas.ref>«Iwakuni Distributes Undiluted Disinfectants in Beverage Bottles». Japan Economic Newswire. 21 de septiembre de 2005.</ref> Los mercados cerrados y la disminución de la oferta hicieron que el precio de la carne vacuna alcanzara niveles récord en el país.
Después de la tormenta, la Asociación General de Seguros de Japón informó que las reclamaciones de seguros por el tifón ascendieron a 58.800 millones de yenes (53 millones de dólares estadounidenses), el décimo más alto para cualquier desastre natural en el país. La prefectura de Miyazaki reportó las reclamaciones más altas con ¥12,6 mil millones (US$ 11,4 millones). El total se dividió entre 49.000 millones de yenes (44 millones de dólares estadounidenses) en reclamaciones de vivienda y 7.900 millones de yenes (71 millones de dólares estadounidenses) en reclamaciones de automóviles. El gobierno japonés proporcionó alimentos, agua y personal de rescate a las áreas afectadas en los días posteriores a la tormenta, junto con Japan Post, el sistema postal local; Se movilizaron camiones a las localidades afectadas, acompañados de un banco móvil y un agente de seguros.
El 8 de noviembre, casi dos meses después de la disipación del tifón Nabi, el presidente George W. Bush declaró una declaración de desastre importante para las islas Marianas del Norte. La declaración asignó ayuda de los Estados Unidos para ayudar a restaurar edificios dañados, pagar la remoción de escombros y otros servicios de emergencia. La financiación federal también se puso a disposición sobre una base de costos compartidos para las islas para mitigar futuros desastres. El gobierno finalmente proporcionó $ 1,046,074.03 al estado libre asociado.

### Nombres retirados
- Debido a la pronunciación similar de la palabra "profetas" en árabe y al conflicto de opiniones religiosas,[27] el Comité de Tifones de la Organización Meteorológica Mundial acordó retirar el nombre de Nabi. La agencia lo reemplazó con el nombre Doksuri a partir del 1 de enero de 2007,,[28] y se utilizó por primera vez durante la temporada de tifones en el Pacífico de 2012.